# دیوید هادلستون
دیوید هادلستون (انگلیسی: David Huddleston؛ زادهٔ ۱۷ سپتامبر ۱۹۳۰ درگذشته ۲ اوت ۲۰۱۶) هنرپیشه و افسر اهل ایالات متحده آمریکا است.
از فیلم‌هایی که وی در آن نقش داشته است می‌توان به دیوانه‌وار، لبوفسکی بزرگ، کاپریکورن یک، پالان‌های درخشان، رژه احمقان، پرواز به میامی، رژه احمقان، پستی و انفجار جرم است اشاره کرد.